# Akodon lutescens
Akodon lutescens е вид бозайник от семейство Хомякови (Cricetidae).

## Разпространение
Видът е разпространен в Аржентина, Боливия и Перу.